# Хиггинс, Ти
Таморис Уильям «Ти» Хиггинс (англ. Tamaurice William «Tee» Higgins, 18 января 1999, Ок-Ридж, Теннесси) — профессиональный футболист, выступающий на позиции уайд ресивера в клубе НФЛ «Цинциннати Бенгалс». На студенческом уровне выступал за команду Клемсонского университета. Победитель студенческого национального чемпионата сезона 2018 года.

## Биография
Ти Хиггинс родился 18 января 1999 года в Ок-Ридже в Теннесси. Во время учёбы в школе он играл в футбол и баскетбол, считался одним из самых перспективных атлетов штата в обоих видах спорта. В 2015 году Хиггинс объявил о своём намерении после школы поступить в университет Теннесси, но затем сделал выбор в пользу Клемсонского университета. На момент окончания школы он считался лучшим принимающим штата и занимал второе место в национальном рейтинге.

### Любительская карьера
В 2017 году Хиггинс поступил в Клемсонский университет, став самым высоко оцениваемым новичком его футбольной команды. В своём дебютном сезоне он сыграл в тринадцати матчах, набрав на приёме 345 ярдов с двумя тачдаунами. В 2018 году он занял место одного из основных ресиверов «Тайгерс» и выходил на поле в стартовом составе во всех пятнадцати играх. Ти набрал 936 ярдов и стал лучшим в составе по числу приёмов мяча и тачдаунов на приёме. В победном финале плей-офф против «Алабамы» он набрал 81 ярд с тачдауном. По итогам сезона он вошёл в состав символической сборной звёзд конференции ACC по версиям ESPN и Pro Football Focus.
В сезоне 2019 года он также сыграл в стартовом составе во всех пятнадцати матчах команды, набрав 1 167 ярдов, пятый результат в истории футбольной программы университета. В финале конференции против «Виргинии» Хиггинс набрал рекордные 182 ярда с тремя тачдаунами и был признан Самым ценным его игроком. По итогам сезона Ти снова был включён в сборную звёзд конференции.
Всего за три года карьеры в «Клемсоне» он набрал 2 448 ярдов. Его 27 тачдаунов на приёме стали повторением рекорда колледжа, ранее такого же результата добивались Деандре Хопкинс и Сэмми Уоткинс. Также Хиггинс стал первым в истории команды игроком, делавшим двузначное количество тачдаунов в двух сезонах подряд.

#### Статистика выступлений в NCAA
| Сезон | Команда         | Игры | Приём | Приём | Приём | Приём | Вынос | Вынос | Вынос | Вынос |
| Сезон | Команда         | Игры | Rec   | Yds   | Y/A   | TD    | Att   | Yds   | Y/A   | TD    |
| ----- | --------------- | ---- | ----- | ----- | ----- | ----- | ----- | ----- | ----- | ----- |
| 2017  | Клемсон Тайгерс | 13   | 17    | 345   | 20,3  | 2     | 0     | 0     | 0,0   | 0     |
| 2018  | Клемсон Тайгерс | 15   | 59    | 936   | 15,9  | 12    | 0     | 0     | 0,0   | 0     |
| 2019  | Клемсон Тайгерс | 15   | 59    | 1 167 | 19,8  | 13    | 1     | 36    | 36,0  | 1     |
| Всего | Всего           | 43   | 135   | 2 448 | 18,1  | 27    | 1     | 36    | 36,0  | 1     |

### Профессиональная карьера
Перед драфтом НФЛ 2020 года аналитик сайта Bleacher Report Мэтт Миллер сильными сторонами Хиггинса называл его габариты, прыгучесть и координацию, длинный шаг, надёжность при ловле мяча, опасность для соперника в пределах 20 ярдов от зачётной зоны. К минусам он относил не самую высокую скорость, не позволяющую уходить от защитника, не слишком богатый арсенал маршрутов и нехватку в его игре резких манёвров, способных запутать соперника. Резюмируя, Миллер отмечал, что Хиггинс входит в число пяти лучших принимающих драфта и способен сразу же стать игроком стартового состава клуба НФЛ.
На драфте Хиггинс был выбран «Цинциннати Бенгалс» во втором раунде под общим 33 номером. В июле 2020 года он подписал с командой четырёхлетний контракт на сумму 8,6 млн долларов. В начале предсезонной подготовке Ти получил повреждение подколенного сухожилия и пропустил часть сборов. В строй он вернулся в августе, тренируясь во втором составе «Бенгалс». В регулярном чемпионате НФЛ Хиггинс дебютировал в матче первой недели против «Лос-Анджелес Чарджерс», но результативными действиями не отметился. В последующих семи играх команды он набрал 488 ярдов, претендуя на то, чтобы по итогам сезона стать третьим в истории новичком Цинциннати, набравшим 1 000 за сезон.

#### Статистика выступлений в НФЛ

##### Регулярный чемпионат
| Сезон | Команда            | Игры | Приём | Приём | Приём | Приём | Вынос | Вынос | Вынос | Вынос |
| Сезон | Команда            | Игры | Rec   | Yds   | Y/A   | TD    | Att   | Yds   | Y/A   | TD    |
| ----- | ------------------ | ---- | ----- | ----- | ----- | ----- | ----- | ----- | ----- | ----- |
| 2020  | Цинциннати Бенгалс | 13   | 58    | 778   | 13,4  | 5     | 5     | 28    | 5,6   | 0     |
| Всего | Всего              | 13   | 58    | 778   | 13,4  | 5     | 5     | 28    | 5,6   | 0     |